# Black Is Brown and Brown Is Beautiful
Black Is Brown and Brown Is Beautiful — студійний альбом американської співачки Рут Браун, випущений 1969 року лейблом Skye Records. Записаний у серпні 1969 року.
У 1969 році «Yesterday»/«Try Me and See» були видані на синглі. У 1970 році пісня «Yesterday» була номінована на премію «Греммі» в категорії «Найкраще жіноче вокальне ритм-енд-блюзове виконання».

## Список композицій
1. «Yesterday» (Джон Леннон, Пол Мак-Картні)  — 4:02
2. «Please Send Me Someone to Love» (Персі Мейфілд)  — 2:57
3. «Looking Back» (Брук Бентон, Белфорд Гендрікс, Клайд Отіс)  — 4:07
4. «Try Me and See» — 2:08
5. «Miss Brown's Blues» (Рут Браун)  — 7:00
6. «My Prayer» — 3:49
7. «Since I Fell for You» (Бадді Джонсон) — 4:57
8. «This Bitter Earth» — 3:54

## Учасники запису
- Рут Браун — вокал
- Біллі Батлер — гітара
- Ерік Гейл — гітара
- Чак Рейні — бас
- Річард Ті — орган
- Гербі Ловелл — ударні

Технічний персонал
- Гарі Мак-Фарланд, Бен Такер — продюсер
- Норман Шварц — виконавчий продюсер
- Дейв Сендерс — інженер звукозапис

## Нагороди
Премія «Греммі»
| Рік  | Альбом/Композиція | Категорія                                             | Переможець            |
| ---- | ----------------- | ----------------------------------------------------- | --------------------- |
| 1970 | «Yesterday»       | «Найкраще жіноче вокальне ритм-енд-блюзове виконання» | Рут Браун (номінація) |

## Видання
| Країна | Дата | Лейбл | Формат | Каталог |
| ------ | ---- | ----- | ------ | ------- |
| США    | 1969 | Skye  | LP     | SK-13A  |